# Rîbnița

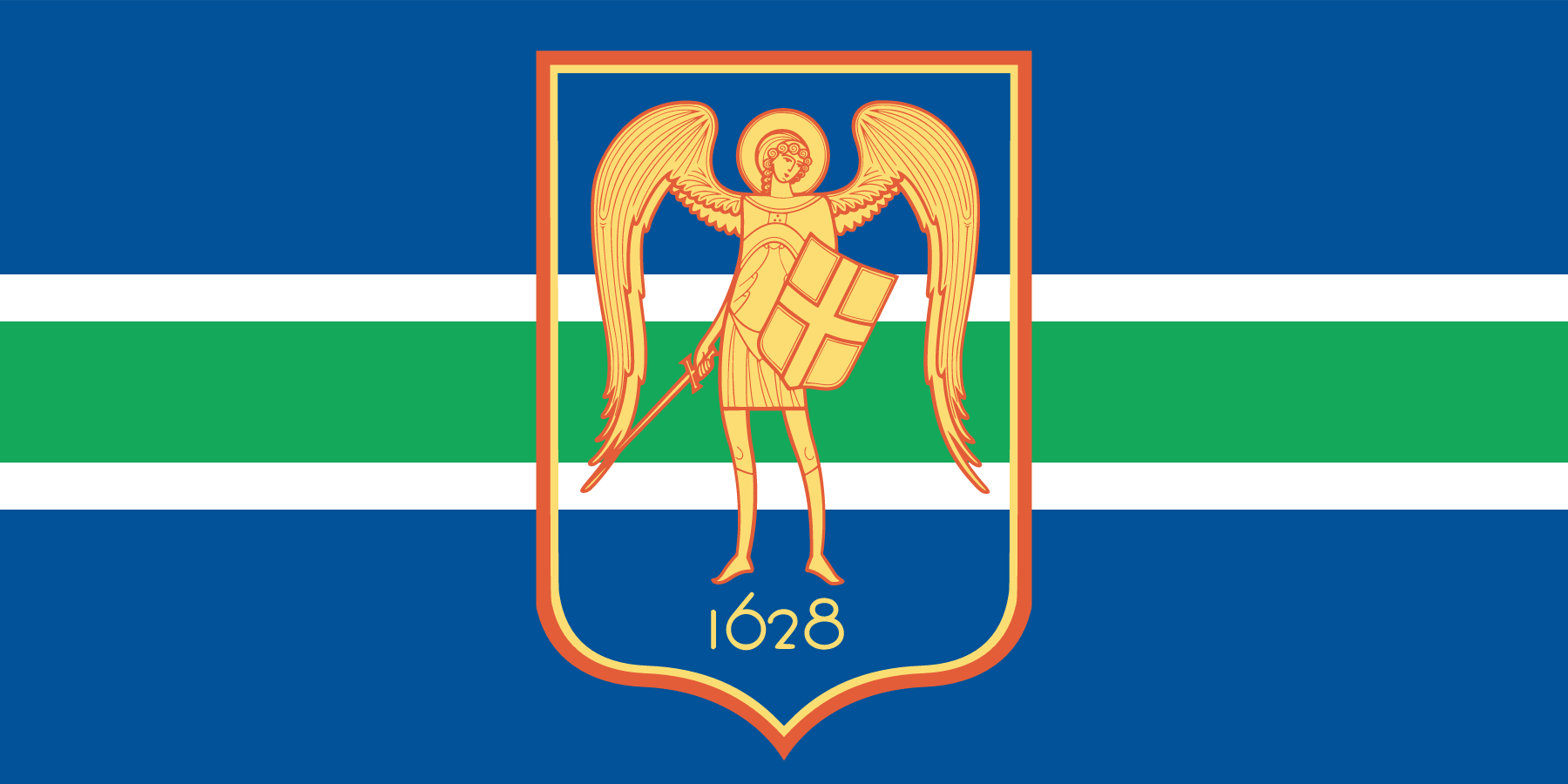
Bandeira de Rîbnița

Rîbnița (pronúncia romeno: [rɨbnit͡sa] ; russo : Рыбница) é uma cidade na Transnístria sendo capital do distrito de Rîbnița. Atualmente faz parte da Moldávia. No censo de 2004 a cidade possuía 56,988 habitantes.

## Economia
A cidade hospeda a maior empresa de siderurgia do país, exportando boa parte do produto e sendo a principal atividade econômica da cidade e do distrito de Rîbnița.

## Referência
- https://web.archive.org/web/20110319064231/http://rybnsovet.idknet.com/ (em russo)